# SC Germania Kattowitz
SC Germania Kattowitz was een Duitse voetbalclub uit de Opper-Silezische stad Kattowitz, dat tegenwoordig het Poolse Katowice is.

## Geschiedenis
De club werd opgericht in 1905 uit de restanten van de ter ziele gegane sportclub SV Frisch Auf Kattowitz. Aanvankelijk speelde de club op de Wiese Adamiecz en later verhuisde de club naar een eigen terrein. Net zoals bij stadsrivaal Diana Kattowitz speelden er ook Poolse spelers in het team. Ze sloten zich aan bij de Kattowitzer Ballspiel-Verband, een voetbalbond die slechts één jaar bestond en één kampioenschap organiseerde dat door stadsrivaal Preußen Kattowitz gewonnen werd.
Hierna ging de club in de Bezirksklasse van Opper-Silezië spelen. In 1910 doorbrak de club de hegemonie van Preußen en werd kampioen, waardoor ze zich plaatsten voor de Zuidoost-Duitse eindronde. In de eerste ronde had de club een bye en in de halve finale verloren ze kansloos met 1-4 van VfR 1897 Breslau. In 1911 kon de titel verlengd worden na een 12-1 zege in de finale tegen FC Ratibor 03, maar in de eindronde moesten ze het opnieuw tegen een team uit Breslau afleggen, deze keer naamgenoot SC Germania.
Door het uitbreken van de Eerste Wereldoorlog werden de activiteiten gestaakt. Bijna alle spelers werden door het leger opgeroepen en de helft van hen sneuvelde in de strijd.
Na de oorlog speelde het team verder in de competitie van Kattowitz. In maart 1921 vond er een volksplebisciet plaats in Opper-Silezië, waarin de bevolking zich moest uitspreken voor een verblijf in Duitsland of een aanhechting aan de nieuwe Poolse Republiek, waar Kattowitz bijna aan grensde. Een overgrote meerderheid in de stad koos voor Duitsland, maar omdat de omliggende dorpen wel allemaal voor Polen kozen en men geen exclaves wilde werd besloten om Kattowitz toch aan Polen af te staan in 1922. De club was kort daarvoor nog derde geëindigd in de competitie.
Kort daarna verdween de club en er werd ook geen nieuwe Poolse club opgericht uit de restanten van Germania. Dit was in tegenstelling tot de stadsrivalen. Preußen Kattowitz zou onder de naam 1. FC Katowice nog Pools vicekampioen worden en Diana Katowice verpoolste wat de uiteindelijke ondergang van de club zou worden in 1939 toen de Duitsers Polen opnieuw bezetten.

## Erelijst
Kampioen Opper-Silezië
1910, 1911